# Paul Chequer
Paul Chequer (Portsmouth, 1978), geboren als Paul Nished, is een Brits acteur.

## Biografie
Chequer studeerde in 1998 af aan de toneelschool Guildhall School of Music and Drama in City of London.
Chequer begon in 1999 met acteren in de film Tea with Mussolini, waarna hij nog meerdere rollen speelde in films en televisieseries. Hij is vooral bekend van zijn rol als Jamie Collier in de televisieserie As if waar hij in 60 afleveringen speelde (2001-2004).

## Filmografie

### Films
Uitgezonderd korte films.
- 2012 Private Peaceful - als korporaal
- 2005 Like Father Like Son - als sergeant Renton
- 1999 Tea with Mussolini - als Wilfred Random

### Televisieseries
Uitgezonderd eenmalige gastrollen.
- 2010-2017 Sherlock - als DI Dimmock - 2 afl.
- 2012 Whitechapel - als Nathan Merceron - 2 afl.
- 2009 Hotel Babylon - als Darren - 3 afl.
- 2006 Sinchronicity - als Nathan - 6 afl.
- 2006 Silent Witness - als Nick Doe - 2 afl.
- 2001-2004 As if - als Jamie Collier - 60 afl.
- 2004 Making Waves - als Dave Finnan - 2 afl.